# Jean Millard
Pour les articles homonymes, voir Millard.
Jean Millard est un homme politique français né le 1er janvier 1802 à Troyes (Aube) et mort le 18 octobre 1884 à Paris.
Négociant à Troyes, il vient s'installer à Paris dans les années 1840. Militant républicain, il est député de l'Aube de 1848 à 1849.

## Sources
- « Dictionnaire des parlementaires français de 1789 à 1889 (Adolphe Robert, Edgar Bourloton et Gaston Cougny) », sur gallica BNF (consulté le 30 août 2013)